# Alloxysta musti
Alloxysta musti is een vliesvleugelig insect uit de familie van de Figitidae. De wetenschappelijke naam van de soort is voor het eerst geldig gepubliceerd in 1875 door Rondani.